# أريدايا
أريدايا (Αριδαία) بالمقدونية سبوتسكو (Съботско) هي مدينة في بيلا في مقاطعة فوريا إلادا في اليونان.
يبلغ عدد سكانها حوالي 6286 نسمة.